# Slaget vid Listenhoff
Slaget vid Listenhoff var ett slag under andra polska kriget mellan polsk-litauiska och svenska soldater. Natten till den 12 oktober gick Aleksander Korwin Gosiewski till anfall mot en svensk styrka under befäl av Gustaf Horn, men tvingades efter en het strid att retirera. Dock ansåg Horn sin ställning ohållbar och drog sig därför tillbaka efter slaget till en starkare ställning.